# المسالك والممالك (المهلبي)
المسالك والممالك أو الكتاب العزيزي كتاب جغرافي كتبه الحسن بن أحمد المهلبي العزيزي (المتوفى: 380هـ)، من كتب علم المسالك والممالك المفقودة نقل عنه مؤلفون أمثال ابن العديم وياقوت الحموي وأبو الفداء وضع هذا الكتاب في عصر الخليفة الفاطمي العزيز بالله ونسب إليه خطا والذي ألفه هو الحسن بن أحمد المهلبي وذكر عنه آدم ميتز صاحب كتاب "الحضارة الإسلامية في القرن الرابع" (الهجري)، الذي قال "إن لكتاب المهلبي مزية، هي أنه أول كتاب وصف بلاد السودان وصفاً دقيقاً، وكان علماء الجغرافية في القرن الرابع لا يعرفون من أخبار السودان شيئاً
وجمع الباحث تيسير خلف شتات الكتاب من مختلف المصادر المتوفرة مثل «تقويم البلدان» لأبي الفداء، و«معجم البلدان» لياقوت، و«بغية الطلب» لابن العديم، ومخطوطة مكتبة الأمبروزيانا الإيطالية التي حوت عدداً من صفحات الكتاب المخطوطة التي تتضمن وصف بيت المقدس ووصف دمشق وذكر لولاة مصر. ووصف الباحث كتاب المهلبي أنه يتبنى وجهة نظر شيعية حيال الواقع والتاريخ، وذلك ما نلمسه من خلال تعليقاته على بعض القضايا والأحداث التي يمر بها.لروايات شيعية حول بني أمية

## حول حرق الكتاب
وقد أدى دخول السلاجقة الترك وبعدهم الأيوبيين الكرد، في فترة الحروب الصليبية وهم من السنّة، إلى تراجع النفوذ الشيعي في بلاد الشام بشكل متدرج، إلى أن تم إقصاؤه نهائياً في النصف الثاني من العصر الملوكي أو مايسمى دولة "الشراكسة" والذي شهد جموداً فكرياً غير مسبوق، وهو ما يجعلنا نعتقد بأن ذلك العصر تحديداً شهد إحراق الكتاب. ورغم أن القلقشندي الذي عاش في الجزء الثاني من الفترة المملوكية نقل عنه أكثر من مائة مرة في "صبح الأعشى"، إلا أن مراجعتنا لتلك المنقولات جعلتنا نتأكد أنه أخذها من أبي الفداء وليس من المصدر. كما يمكن القول إن اقتباس عز الدين ابن شداد لمقطع حول مدينة حلب من المهلبي كان عن طريق ابن العديم وليس من المصدر. ويتضح ضيق ابن شداد المتوفى سنة 684 هجرية [1285 م] مما ورد في كتاب المهلبي عندما استنكر بعض ما ذكر عن حلب قائلاً في نهاية اقتباسه: "وذكر كلاماً كثيراً لا يليق بما نحن بصدده فأضربنا عنه". ومن اللافت للنظر أن أبا الفداء عندما نقل قصة بناء الوليد بن عبد الملك للقبة في بيت المقدس قال: والعهد عليه في ذلك" أي أنه لم يصدر حكم قيمة عليه بل ذكر أنه لم يعثر على هذه الرواية في مصدر آخر ولذلك أشار تلك الإشارة. كما أن ابن العديم أشاد في كتابه بالمهلبي وقال عنه إنه رجل فاضل كان متصلاً ب العزيز الفاطمي.
لقد نجح المحقق من خلال إعادة جمع هذا الكتاب من شتات الكنب والمخطوطات وترتيبه وتحقيقه، إلى إضاءة جانب مهم وأساس من جوانب الثقافة العربية الإسلامية، بعد قرون من محاولات تأطيرها في نمط فكري محدد، أو ضمن لون واحد لا يرى الآخر ولا يعترف باختلافه، بل يلجأ إلى تكفيره واختزاله وقولبته في أنماط فكرية ومقولات جاهزة. ولنا في قول أبي الفداء: «والعهد عليه في ذلك» أي الرواية على ذمة الراوي، خير منهج في التعاطي مع الرواية المخالفة، أو تلك التي لا تتفق مع توجهاتنا، ذلك المنهج الذي غاب منذ نحو سبعة قرون فوصلنا إلى ما وصلنا إليه.

## عن المعلومات الجغرافية بالكتاب
ويتضح لنا من خلال ما وصلنا من كتاب «المسالك والممالك» أن المهلبي رحالة لا يشق له غبار، وصل إلى أقاليم لم يسبقه أحد إليها وخصوصاً في بلاد السودان، كما أنه يتحدث عن المسافات والطرق حديث العارف والمجرب وهو ما انتبه إليه أبو الفداء وأشار له أكثر من مرة. 
وتتصف معلومات المهلبي بدقتها بالنسبة للمسافات بين المدن والأقاليم، وجدتها حيث يبدو مصدراً وحيداً لبعض المواضع، وسعتها حيث يذكر مصدر شرب أهلها وبعض عاداتهم وأحوالهم وزروعهم. ولعل ما يثير الدهشة تلك الأرقام التي يسوقها عند حديثه عن نفقات طرسوس على تأمين حمايتها قبيل سقوطها بيد البيزنطيين بقيادة نقفور فوكاس عام 354 هجرية [965 ميلادية].

## التاريخ الاجتماعي والتركيبة السكانية للثغور الإسلامية
ومن خلال وصف المهلبي نستطيع أن نكوّن فكرة شبه كاملة عن التاريخ الاجتماعي والتركيبة السكانية للثغور الإسلامية الشمالية قبيل سقوطها، وربما العوامل التي أدت إلى هذا السقوط. كما أن الكتاب يحفل بمعلومات جديدة حول دمشق وبيت المقدس وحلب وأنطاكية وغيرها من المدن التي وصلتنا مقاطع مسهبة عنها، وهو ما يؤشر إلى غنىً وسعة معلوماتٍ، لم يغيبا عن ابن العديم، الذي نوه إلى أن فيه ما لا يوجد في غيره.ومن الإشارات المهمة حديثه في مادة بصرى عن قلعتها التي شبهها بقلعة دمشق، وهي إشارة من شأنها أن تضيء جانباً من تاريخ قلعة دمشق، التي يقال أن السلاجقة هم الذين بنوها، علماً أن المهلبي زار دمشق قبل دخول السلاجقة إليها بنحو قرن.كما أن إشارته لوجود كنيسة مقابلة ل المسجد الأقصى من جهة المحراب بحيث تتصل أروقتها بأروقة المسجد، تعدّ على غاية من الأهمية بالنسبة إلى وضع المساجد والكنائسفي بيت المقدس قبل الحروب الصليبية وما تلاها من عمليات هدم وإعادة بناء طالت كل شيء تقريباً.